# Draslajca
Draslajca es un pueblo ubicado en el municipio de Struga, en la región Sudoeste, Macedonia del Norte.

## Superficie
Posee una superficie de 4,595 kilómetros cuadrados.

## Demografía
Hasta 2021 la población era de 714 habitantes, con una densidad de población de 155,4 habitantes por kilómetro cuadrado.
| Gráfica de evolución demográfica de Draslajca entre 1981 y 2021                      |
|                                                                                      |
| Datos según Population statistics of Eastern Europe & former USSR y City Population. |